# Saison 5 d'Engrenages
Chronologie
Saison 4 Saison 6
Cet article présente le guide des épisodes de la cinquième saison de la série télévisée française Engrenages.

## Personnages principaux
- Caroline Proust : Capitaine Laure Berthaud
- Thierry Godard : Lieutenant Gilles « Gilou » Escoffier
- Fred Bianconi : Lieutenant Luc « Tintin » Fromentin
- Philippe Duclos : Juge François Roban
- Grégory Fitoussi : Me Pierre Clément
- Audrey Fleurot : Me Joséphine Karlsson

## Personnages réguliers
- Nicolas Briançon : Commissaire Herville
- Louis-Do de Lencquesaing : Me Eric Edelman
- Elisabeth Macocco : Marianne Ledoux
- Dominique Daguier : Procureur Machard
- Fanny Valette : Cindy Ledoux

## Personnages récurrents
- Olivier Chantreau : Stéphane Jaulin
- Foëd Amara : Djibril Merini
- Shirley Souagnon : Karen Hoarau
- Jean-Pierre Colombi : JP
- Lionel Erdogan : Tom
- Fatou N'Diaye : Juge Carole Mendy